# Sheridan (Missouri)
Sheridan é uma cidade  localizada no estado americano de Missouri, no Condado de Worth.

## Demografia
Segundo o censo americano de 2000, a sua população era de 185 habitantes.
Em 2006, foi estimada uma população de 173, um decréscimo de 12 (-6.5%).

## Geografia
De acordo com o United States Census Bureau tem uma área de
0,5 km², dos quais 0,5 km² cobertos por terra e 0,0 km² cobertos por água. Sheridan localiza-se a aproximadamente 320 m acima do nível do mar.

## Localidades na vizinhança
O diagrama seguinte representa as localidades num raio de 20 km ao redor de Sheridan.